# 林華德
林華德（1944年—），台灣經濟學家、銀行家。曾任國票金融控股公司董事長。涉入博達科技掏空案與捲入太平洋崇光百貨經營權紛爭之背信罪，為台灣金融圈之一大爭議人物。

## 生平
林華德出生於臺南市。他陸續在國立臺灣大學取得經濟學學士（1967年）、碩士（1969年），以及博士學位（1973年）；其博士論文指導教授為李登輝。畢業後，他留在該校經濟學系擔任教授。
1998年，在國票案發生後，林華德任國際票券金融公司董事長。
2002年，國票金融控股公司成立，林華德任國票董事長兼國票金控首任董事長，將國票金控英文名稱以自己的英文名字「Walter Lin」為名定為「Waterland Financial Holdings」。
2005年，林華德涉嫌洗錢新台幣2億元，密帳藏妻葉素菲掏空博達科技之款項，被金融監督管理委員會解除國票及國票金控董事長職位。
2002年，林華德捲入太平洋崇光百貨經營權之爭，被太平洋建設章民強家族指控巧取豪奪。2008年8月29日，臺灣臺北地方法院依背信罪判處林華德有期徒刑兩年。2010年9月7日，臺灣高等法院依背信罪判處林華德有期徒刑兩年定讞。2010年10月22日林華德向臺灣臺北地方法院檢察署報到入監服刑，2012年1月13日假釋出獄。